# Mcely
Mcely (en allemand : Mzell) est une commune du district de Nymburk, dans la région de Bohême-Centrale, en République tchèque. Sa population s'élevait à 390 habitants en 2020.

## Géographie
Mcely se trouve à 5 km à l'est-nord-est de Loučeň, à 13 km au nord-nord-est de Nymburk et à 52 km au nord-est de Prague.
La commune est limitée par Jabkenice au nord-ouest, par Seletice au nord-est, par Křinec au sud-est, par Jíkev au sud, et par Loučeň à l'ouest.

## Histoire
La première mention écrite de la localité date de 1252.

## Galerie

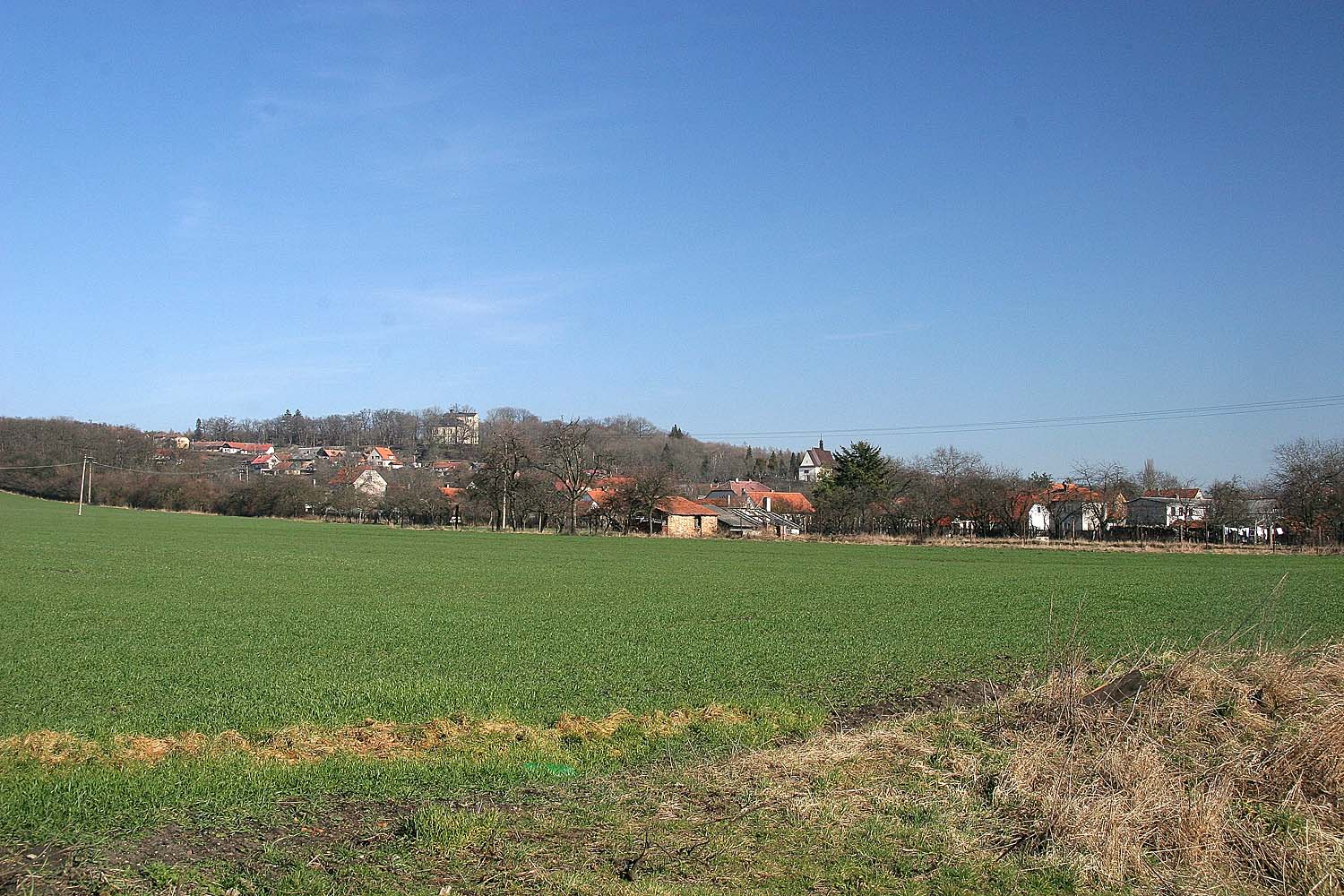
Mcely vue de l'ouest.
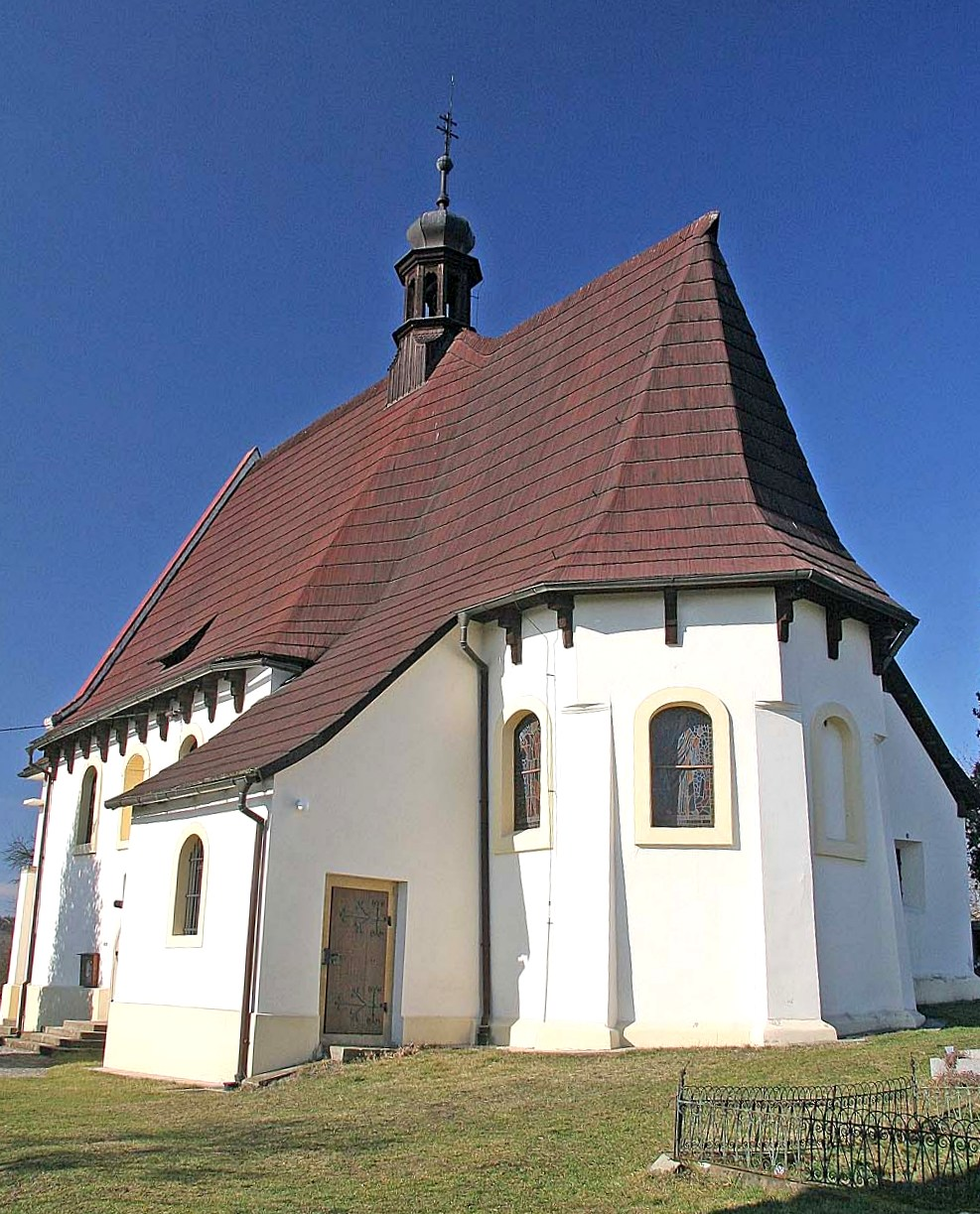
Église Saint-Venceslas.
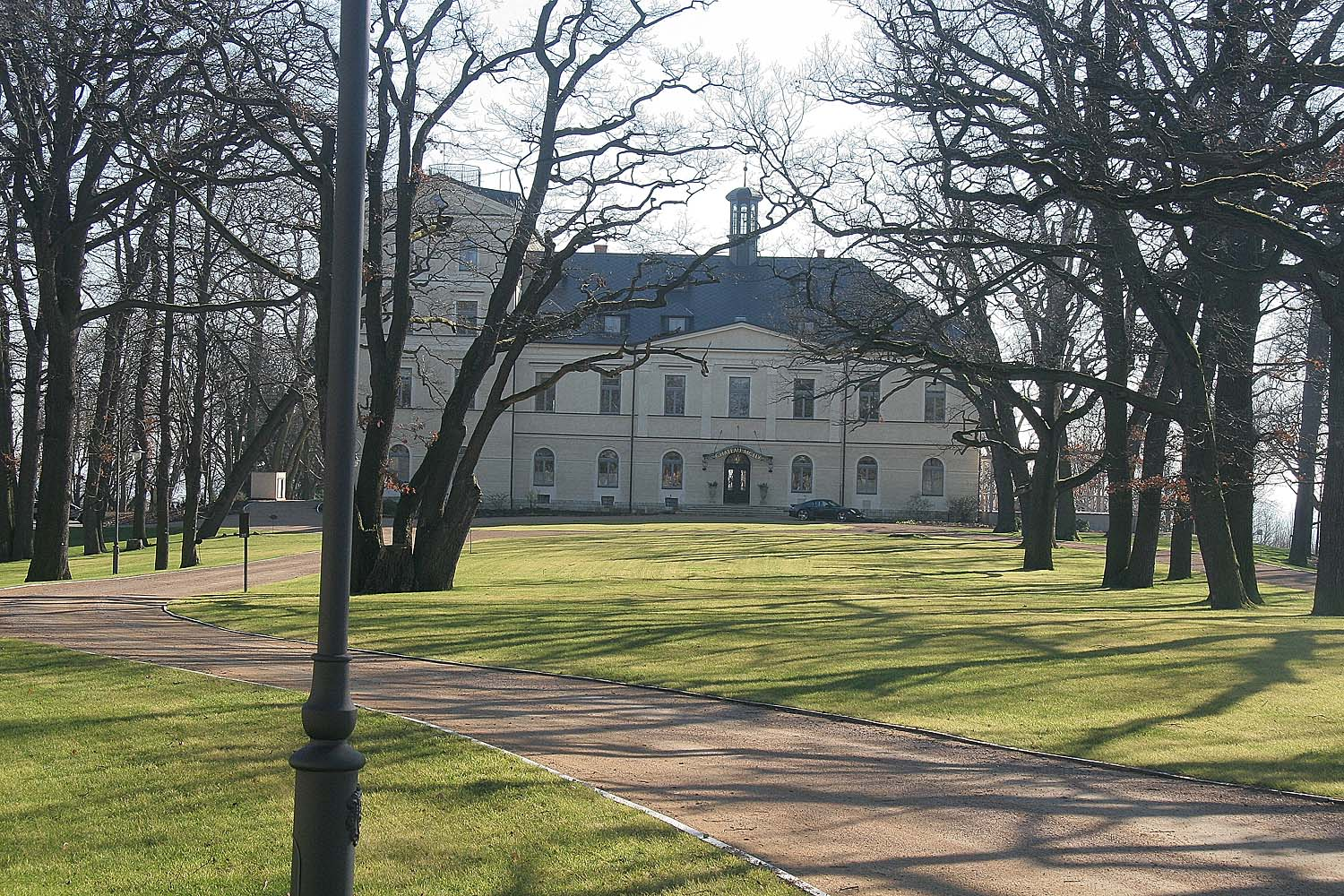
Château de Mcely.